# Lussac-les-Églises
 Lussac-les-Églises  (en occitano Luçac) es una población y comuna francesa, situada en la región de Lemosín, departamento de Alto Vienne, en el distrito de Bellac y cantón de Saint-Sulpice-les-Feuilles.

## Demografía
| 984 | 912 | 838 | 818 | 699 | 588 | 496 |
| Para los censos de 1962 a 1999 la población legal corresponde a la población sin duplicidades (Fuente: INSEE [Consultar]) |     |     |     |     |     |     |